# Catostylidae
Catostylidae Gegenbaur, 1857 è una famiglia di meduse appartenente all'ordine Rhizostomeae.

## Tassonomia
In questa famiglia sono riconosciuti sei generi:
- Acromitoides
- Acromitus
- Catostylus Agassiz, 1862
- Crambione Maas, 1903
- Crambionella
- Leptobrachia